# Ain’t Back Yet
«Ain’t Back Yet» (с англ. — «Ещё не вернулся») — песня американского кантри-певца и автора-исполнителя Кенни Чесни. Она написана Крейгом Уайзманом и Крисом Томпкинсом и появилась на альбоме-компиляции 2009 года Greatest Hits II, с которого она была выпущена на радио в качестве третьего сингла альбома 22 февраля 2010 года на лейбле BNA Records. Песня также звучит в конце титров фильма Чесни «Summer in 3D» («Лето в 3D») в 2010 году. Песня заняла 3-е место в американском чарте Billboard Hot Country Songs.

## Отзывы
Песня получила смешанные отзывы от музыкальных критиков. Мэтт Бьорк из Roughstock отметил, что песня «не похожа на кантри Баффета», но «подходит Кенни Чесни как перчатка», поскольку в ней «довольно подробно рассказывается о том, какой была его жизнь с тех пор, как он стал гастролирующим музыкантом». Джули Тханки из Engine 145 поставила ей «большой палец вниз», сказав, что она «звучит как второсортная песня Джейсона Олдина» со «средним вокальным исполнением и безвкусным текстом».

## Чарты
В американском чарте Billboard Hot Country Songs за неделю от 27 февраля 2010 года песня дебютировала на 23-м месте, а в мае 2010 года достигла 3й позиции. В канадском чарте Canadian Hot 100 за неделю 3 апреля 2010 года песня дебютировала под номером 88.
Би-сайд песни, «This Is Our Moment», в течение семи недель входил в чарт Hot Country Songs, достигнув 46-й позиции в начале 2010 года.

### Еженедельные чарты
| Чарт (2010)                         | Высшая позиция |
| ----------------------------------- | -------------- |
| Канада (Billboard Country)          | 2              |
| Канада (Billboard Canadian Hot 100) | 72             |
| США (Billboard Hot Country Songs)   | 3              |
| США (Billboard Hot 100)             | 50             |

### Годовые итоговые чарты
| Чарт (2010)                   | Позиция |
| ----------------------------- | ------- |
| США(Country Songs, Billboard) | 33      |